# Attu Station
Attu Station ist ein aufgegebener Ort und ein census-designated place (CDP) in der Aleutians West Census Area in Alaska. Das U.S. Census Bureau hatte bei der Volkszählung 2020 eine Einwohnerzahl von 0 ermittelt.

## Geographie
Attu Station befindet sich an der Massacre Bay an der Ostküste der Aleuten-Insel Attu Island. Attu Island ist die westlichste zu den Vereinigten Staaten gehörende Aleuten-Insel. Attu Station befindet sich 700 km westlich von Adak, dem nächstgelegenen Ort in Alaska.

## Geschichte
Am 7. Juni 1943 wurde die "Naval Air Facility Attu" eingerichtet, die später von der United States Coast Guard (US-Küstenwache) als Casco Cove Coast Guard Station betrieben wurde. Die Einrichtung umfasste eine LORAN-Sendestation sowie einen Flugplatz. Das Personal der Küstenwache wohnte auf der Insel ohne Familienangehörige. Strom und medizinische Versorgung waren vor Ort gewährleistet. 1980 wurde Attu Station ein census-designated place. Am 27. August 2010 wurde der Betrieb der Küstenwachstation eingestellt. Der Ort und die Insel sind seitdem unbewohnt. Der Flugplatz ist heute zu Notfallzwecken noch einsatzbereit.

## Demografie
Zum Zeitpunkt der Volkszählung im Jahre 2020 (U.S. Census 2020) hatte Attu Station 0 Einwohner auf einer Landfläche von 369,01 km². Beim Zensus im Jahr 2000 wurden 20 Einwohner gezählt, 2010 waren es 21.